# Nicolas Courbière
Nicolas Courbière (né le 28 avril 1993 à Saint-Jean-d'Angély) est un athlète français, spécialiste du 400 mètres.

## Biographie
Nicolas Courbière remporte le titre sur 4 × 400 mètres lors Championnats d'Europe espoirs de 2015 aux côtés de Ludvy Vaillant, Alexandre Divet et Thomas Jordier.

## Palmarès
| Date | Compétition                    | Lieu     | Résultat | Épreuve   | Temps        |
| ---- | ------------------------------ | -------- | -------- | --------- | ------------ |
| 2015 | Championnats d'Europe espoirs  | Tallinn  | 1er      | 4 × 400 m | 3 min 4 s 92 |
| 2017 | Championnats d'Europe en salle | Belgrade | 4e       | 4 × 400 m | 3 min 8 s 99 |
| 2019 | Championnats d'Europe en salle | Glasgow  | 3e       | 4 x 400 m | 3 min 7 s 71 |

| Date | Compétition                               | Lieu                 | Résultat | Épreuve | Temps   |
| ---- | ----------------------------------------- | -------------------- | -------- | ------- | ------- |
| 2012 | Championnats de France (juniors)          | Lens (Pas-de-Calais) | 5e       | 400 m   | 49 s 01 |
| 2013 | Championnats de France en salle (espoirs) | Nogent-sur-Oise      | 1er      | 400 m   | 48 s 33 |
| 2014 | Championnats de France en salle           | Bordeaux             | 3e       | 400 m   | 48 s 07 |
| 2015 | Championnats de France en salle (espoirs) | Tomblaine            | 3e       | 400 m   | 46 s 87 |
| 2016 | Championnats de France                    | Angers               | 5e       | 400 m   | 47 s 10 |
| 2017 | Championnats de France en salle           | Bordeaux             | 3e       | 400 m   | 47 s 91 |
| 2017 | Championnats de France                    | Marseille            | 4e       | 400 m   | 46 s 45 |
| 2019 | Championnats de France en salle           | Miramas              | 4e       | 400 m   | 47 s 39 |
| 2021 | Championnats de France en salle           | Miramas              | 2e       | 400 m   | 46 s 94 |

## Records
| Épreuve | Épreuve   | Temps   | Lieu      | Date            |
| ------- | --------- | ------- | --------- | --------------- |
| 400 m   | Plein air | 46 s 45 | Marseille | 16 juillet 2017 |
| 400 m   | En salle  | 46 s 94 | Miramas   | 20 février 2021 |